# Łososina Dolna
Pour la gmina, voir Łososina Dolna (gmina).
Łososina Dolna est une localité polonaise, siège de la gmina de Łososina Dolna, située dans le powiat de Nowy Sącz en voïvodie de Petite-Pologne. A quelque kilomètres, se trouve le lac Rożnów sur la rivière du dunajec. La commune profite d'un climat continentale et avec des température légèrement plus froides que dans le reste de la Pologne en moyenne. Elle possède un aéroport, Nowy Sącz-Łososina Dolna Airport.